# Hulk (Organ)
Hulk és una escultura realitzada en bronze policromat de l'artista estatunidinec Jeff Koons, conegut per treballar amb icones de la cultura popular i per les seves reproduccions d'objectes banals.
L'obra forma part de la sèrie Hulk Elvis (2004—2014) que inclou figures de bronze inspirades en un inflable de Hulk, el popular heroi del còmic, i pintures de gran format en què es combinen elements figuratius i abstractes. L'artista hi exposa la seva particular representació de les cultures occidental i oriental.

## Característiques de l'obra
Hulk (Organ) és una escultura de 2,5 m d'alçada del superheroi reconvertit en instrument musical. Així, del seu tors, de les cames i de les espatlles surten diversos elements com ara teclats, tubs i pedals que són els elements propis d'un orgue. Val a dir que l'esculptura tal qual és un instrument totalment funcional.
Per a Koons, el personatge no només representa la cultura del còmic sinó que a través seu també ha volgut simbolitzar els déus orientals. Koons ha explicat que els déus «estan aquí com a protectors, però al mateix temps poden arribar a ser molt, molt violents». Segons l'artista «els Hulks són així: testosterona elevada a la categoria de símbol».